# Santiago González Bonorino
Santiago Hernán González Bonorino (Buenos Aires, 5 de mayo de 1975) es un ex–jugador argentino de rugby que se desempeñaba como pilar.

## Selección nacional
Fue convocado a los Pumas por primera vez en mayo de 2001 para enfrentar a los Teros y jugó su último partido en junio de 2008 contra el XV del Cardo. En total disputó 15 partidos y no marcó puntos.

### Participaciones en Copas del Mundo
Participó del Mundial de Francia 2007 donde González Bonorino fue llevado como suplente de Martín Scelzo, a quien reemplazó en el partido inaugural. Jugó nuevamente ante los Lelos y los Pumas resultaron terceros en el torneo.
| Mundial                       | Sede    | Resultado     | PJ | Tries |
| ----------------------------- | ------- | ------------- | -- | ----- |
| Copa Mundial de Rugby de 2007 | Francia | Tercer puesto | 2  | 0     |

## Palmarés
- Campeón del Sudamericano de Rugby A de 2002.
- Campeón de la Premiership Rugby 2008–09.
- Campeón de la Anglo-Welsh Cup de 2009–10.
- Campeón del Torneo Nacional de Clubes de 1994.
- Campeón del Top 12 de la URBA de 1994, 1997, 1999, 2002 y 2004.